# 吳綬 (明朝錦衣衛)
吳綬（?—?），明朝錦衣衛。
早年為錦衣衛千戶，嘗從項忠辦理荆襄军务，因違法被劾，對項忠怨恨。大學士商輅、兵部尚書項忠偕九卿極論西廠之害，當時太監汪直掌管西廠，因此忌恨項忠。项忠内心不安，请求歸里治病，还未成行，吴绶唆使他人诬告项忠罪行，隨後給事中郭鏜、御史馮貫等亦交相彈劾項忠。成化年間，京臣多乘轎，汪直為打壓文官，命吳綬重申禁令，只有“文職三品年六十以上”方可乘轎，“輒見施行，人皆畏懼，雖司禮當道，亦謹避之云”。